# Болгаро-польские отношения
Болгаро-польские отношения — двусторонние дипломатические отношения между Болгарией и Польшей. Обе страны установили дипломатические отношения в 1920-х годах вскоре после независимости Польши. Болгария имеет посольство в Варшаве и почетное консульство во Вроцлаве. Польша имеет посольство в Софии.
Сегодня Польша и Болгария являются членами НАТО и ЕС. Первые вступили в НАТО в 1999 году, а в ЕС — в 2004 и 2007 годах — соответственно.
Во время Холодной войны обе страны были членами Варшавского договора.

## Дипломатические отношения
Впервые за 13 лет, 18 апреля 2016 года, президент Польши Анджей Дуда находился с государственным визитом в Софии для встречи с его коллегой Росеном Плевнелиевым и премьер-министром Болгарии Бойко Борисовым. Главы государств обсудили варианты расширения деловых отношений и углубления двустороннего сотрудничества в сфере безопасности. На совместной пресс-конференции президенты Плевнелиев и Дуда призвали Россию отказаться от своих «агрессивных действий» и «вернуться» к международному порядку и отстаивать суверенитет и территориальную целостность Украины.
Премьер-министр Борисов отметил, что Польша является «очень важной страной» для Болгарии, и София высоко ценит развитие двусторонних отношений в контексте ЕС и НАТО. Другими темами обсуждения были сотрудничество в области обороны и безопасности, торгово-экономические отношения и возможности для реализации всего своего потенциала. Г-н Борисов добавил, что Болгария «полагается» на Польшу для поддержки «общих интересов» в области энергетической безопасности и создания Энергетического союза ЕС.
Президент Дуда сказал, что его визит в Софию — это «реализация формата ABC» — Адриатика, Прибалтика, Чёрное море (на польском языке — Adriatyk, Bałtyk, Morze Czarne) — проект по расширению транспортной и энергетической инфраструктуры в этом большом регионе. Г-н Дуда также сказал, что «нет сомнений», что НАТО должно укрепить свой восточный фланг от Балтийского до Чёрного моря. В совместном заявлении г-н Дуда и г-н Плевнелиев заявили, что предстоящий саммит НАТО в Варшаве в июле «имеет решающее значение для безопасности стран Восточной Европы». Г-н Плевнелиев подчеркнул необходимость расширения присутствия НАТО в Центральной и Восточной Европе, а также проведения дополнительных совместных учений и учений.

## Экономические отношения
За последние пять лет объем торговых обменов между двумя странами удвоился: с 670 млн. Евро в 2010 году до 1,3 млрд. Евро в 2015 году. Болгария также является традиционным местом для польских туристов, поскольку в прошлом году 260 000 польских туристов посетили болгарские курорты, говорится в заявлении. Статистические данные Национального статистического института Болгарии подтверждают данные, а также показывают, что торговый обмен более или менее сбалансирован, а импорт из Польши несколько превышает экспорт за тот же период. Например, данные по торговле за 2015 год показывают, что импорт и экспорт из Польши и в Польшу примерно на том же уровне, что и с Нидерландами, традиционным инвестором и торговым партнером Болгарии..
Туристические визиты из Польши увеличились на 7 % в 2014 году и 3,2 % в 2015 году. В 2015 году Польша заняла 8-е место в рейтинге 10 самых важных туристических рынков Болгарии. В январе 2016 года Министерство туризма Болгарии заявило, что ожидает увеличения числа поляков, посещающих Болгарию в 2016 году на 40 %. Крупные болгарские города, такие как София и Варна, приобрели трамваи и автобусы польского производства для своих систем общественного транспорта. По сообщениям СМИ, общая сумма покупки оценивается примерно в 90 миллионов евро.

## Военное сотрудничество
В октябре 2015 года Болгария подписала контракт с двумя польскими компаниями на проведение ремонтных работ на шести двигателях для истребителей МиГ-29 страны. Техническое обслуживание и снабжение советской военной техники обычно осуществлялось российским РСК «МиГ», в сентябре 2015 года контракт ещё действовал. Цена польских контрактов составляла 6,1 млн. Евро, и, как сообщается, она была ниже, чем предлагала российская компания, хотя цена контракта никогда не публиковалась. Министр обороны Болгарии Николай Ненчев сказал, что новый контракт будет стоить на 12 миллионов евро дешевле. В декабре 2015 года Польша поставила в Болгарию два запасных двигателя Mig-29, которые будут использоваться при ремонте остальных шести двигателей. В конце марта правительство Болгарии одобрило программу в размере 1,2 млрд. Евро, направленную на модернизацию своих вооруженных сил. Во время рабочего визита г-на Ненчева в Варшаву в феврале 2015 года тогдашний министр обороны Польши Томаш Семоняк сказал, что Болгария заинтересована в опыте Польши в военных реформах, программах обучения, оснащении и военной технике.

## Предстоящие проекты
В марте 2016 года на международной конференции в Варшаве представители правительств Литвы, Польши, Румынии, Словакии, Турции, Венгрии и Украины подписали декларацию о содействии строительству нового транспортного маршрута под названием Via Carpatia. Болгария не подписала документ, но польские СМИ сообщили польскому правительству, что Болгария поддерживает проект и вступит в будущем. В заявлениях президентов Дуды и Плевнелиева, сделанных в Софии, говорится о развитии трансграничных связей и инфраструктуры.